# ایوانووو (استان شومن)
ایوانووو (به بلغاری: Ivanovo) یک منطقهٔ مسکونی در بلغارستان است که در استان شومن واقع شده‌است.
 ایوانووو ۲۶٫۳۱۱ کیلومتر مربع مساحت و ۴۸۴ نفر جمعیت دارد.